# 死刑の歴史
死刑の歴史（しけいのれきし）では、刑罰としての死刑の歴史について記述する。

## 中世以前の死刑

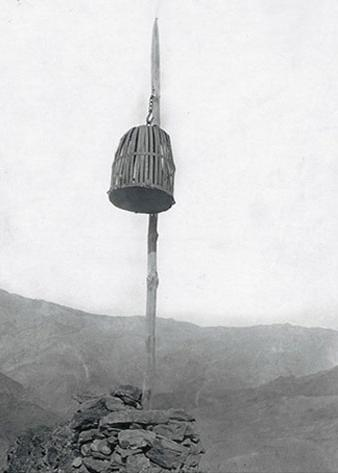
中世ではないが1921年のアフガニスタンで行われた刑罰。この事例では強盗犯がかごの中に閉じ込められ餓死した。

死刑は、身体刑と並び、前近代（おおむね18世紀以前）には一般的な刑罰であった。また、「死刑」という刑罰があったわけではなく、多くの「死に至る（ことが多い）刑罰」が並行して用いられていた。たとえば壁に埋め込むなどして餓死させる方法もあった。
懲役・禁錮などの自由刑が普及する前の時代（おおむね18世紀頃まで）には現代とは異なり、死刑は必ずしも重罪に適用される刑罰とは限らず、比較的軽度の犯罪でも簡単に死刑が適用されるものであった。前近代における死刑は、多様な犯罪に適用される刑罰であったことから、単に「生命を奪う」ということのみを目的とするものではなく、身体刑の要素も含まれた複数の執行方法が採用されていることが一般的であった。
みせしめの手段として死刑を残酷に演出するために、車裂き、鋸挽き、釜茹、火刑、溺死刑、石打ち、首吊り・内臓抉り・四つ裂きの刑、凌遅刑など、その執行方法は多種に及んだ。また公開処刑も古今東西行われていた。犯罪行為に対するものにかぎらず社会規範を破った事に対する制裁として死刑が行われていた時代もあった。
苦痛の多い「重罪用の死刑」や苦痛が少ない「軽犯罪用の死刑」、あるいは「名誉ある死刑」「不名誉な死刑」などが使い分けられており、処刑方法ごとに別種の刑罰と受け止められていた。また、「生命を奪うことを目的とする刑罰」という現代的定義があてはまるとは限らず、「死亡する確率が極めて高い身体刑」という定義も可能だった。このような認識があったことの裏付けとして「生き残った場合には『刑は執行済』として放免される」という現象が見られたことを挙げることができる。「受刑者の死亡」自体が刑の目的となり、現代的な意味での「死刑」という概念が確立されるのは、のちの時代になってからである。他にも神明裁判で「死ねば（死ななければ）有罪」とされるように、刑罰の執行が有罪か無罪かの判定を兼ねている場合も存在した（死ななかった場合に有罪とされる場合は、改めて死刑に処された）。死体の処分法も刑に含まれることもあり、特にアブラハムの宗教であるユダヤ教、キリスト教では死体を焼かれると最後の審判の時に復活できないとされているため、受刑者の精神的圧力は強かった。
死刑が多様な犯罪への処罰として用いられてきたこと、また多様な死刑が存在していたことの理由としては、自由刑が普及するまで「犯罪者を長期にわたって拘束・収容する」という発想・制度が存在しなかったことが挙げられる。結果として、再犯を防ぎ社会的な秩序を守るために死刑が適用されることが多かった。
この時代の死刑には、犯罪者を社会から排除することだけではなく、犯罪抑制の観点から見せしめ・報復としての機能も重視されていた。そのため、特に重罪向けの死刑の場合は、「より残虐なもの」「より見栄えのするもの」であるよう工夫された。また秘匿して行うという発想はなく、しばしば祭りとして扱われた。古代では裁判・処刑は支配者の特権であり、斬首用の鉞や撲殺刑用の棍棒といった処刑用具は王権の象徴であった。
関連項目
- 薬殺刑 - ソクラテスやフォーキオンなどはドクニンジンから作られた毒杯による処刑[5]。
- タルペーイアの岩と呼ばれる崖からの落下死での処刑も行われた。

## 近代における死刑の変遷
近代に至って西洋で人権という新しい概念が開発されるとともに、民主主義・資本主義への移行と統治機構の整備・改革が進むなかで、死刑の祭事性は否定され、非公開とされる傾向が強まった。
さらに、身体刑の要素が軽減されて刑罰内容が「生命を奪う」ことに純化され、執行方法は「強い苦痛を与える方法」を避けて「ギロチン」「絞首刑」「電気椅子」「毒物注射」「銃殺刑」などの比較的短時間にあまり苦痛を伴わずに死ぬようなものに変わっていった。この変化にあわせて、多くの国で死刑の方法が1種類ないしごく少数の種類に統合され、死刑の中での区別が行われにくくなる（行われなくなる）という変遷も生じている。
支配的国家による死刑としては、アメリカ大陸でのイギリス系政府によるセイラム魔女裁判、フランス領ベトナムでのハノイ投毒事件の死刑など宗教思想や政治思想に起因する死刑も発生した。開国後の日本は思想弾圧が激しく幸徳事件などがあり、第二次世界大戦の敗戦後は戦犯の死刑もあった。

## 現代における死刑

### 概要
現代の一般的な法体系において死刑は最も重い刑罰とされ、極刑とも呼ばれる。非常に重いとされる罪、主に殺人罪に対して科されるのが一般的である。
21世紀初頭の時点では、死刑についての世界各国の考え方は様々であり、人類としての合意は存在しない。そのため、死刑存続国と廃止国との間では外国人が死刑になるような事件が起きると外交問題へと発展する事例も増えている。シンガポールではオーストラリア人の麻薬犯罪者に対して一度死刑を執行したが、外交問題に発展し、以降は執行されなくなった。また、死刑判決が下る可能性がある犯罪者が死刑廃止国へ逃亡した場合には、引き渡しを拒否される事例も増えている。

## 死刑執行が多い国
アムネスティ・インターナショナルによると、2024年の死刑執行数において、イラン、サウジアラビアを合わせた執行数は世界の全執行数の約87%を占めるという。ただし、この数値は正確な数が不明である中国、北朝鮮、ベトナムとシリア、アフガニスタンを含まない。
中米対話基金の報告によると、2023年の中国における死刑執行推定数は少なくとも3000人が執行されたという。また、推定数を2023年の全世界における死刑執行推定数に含めた場合、全世界で執行された死刑囚の数の約72%が中国となる。また、中国では死刑の執行方法は銃殺と薬殺の2つである。前者は主に殺人や薬物犯罪等の一般犯罪に対して、後者は主に汚職等の経済犯罪を犯した場合に執行されており、現在も銃殺刑が主流である。但し、2020年12月時点で、昆明・長沙・成都・北京・深圳・上海・広州・南京・重慶・杭州・瀋陽・大連・鞍山・平頂山・焦作市・武漢・黒竜江省・ウルムチでは罪種を問わず薬殺刑となっている。また公開処刑は、北京オリンピックを前にして、国際世論、特に死刑制度を廃止している欧州諸国からの批判をかわすため、オリンピック直前に廃止され、行わなわれていない。但し、刑執行直前の死刑囚の様子をテレビで放映したり、公開裁判をスタジアムで行ったりしている。
近年では汚職で死刑になることは稀であるが、汚職によって得られた金額の大きさや社会的影響、2012年の第18回共産党大会以降に行われたものも含まれているか（この大会の一中全会で習近平が中国共産党中央委員会総書記に選出された。更に、習近平は「大トラもハエも一緒にたたけ」とのスローガンを掲げ、権力闘争の一面があると指摘を受けながらも反腐敗運動を展開している）によって、死刑判決が下されることがある。新型コロナウイルス感染症が流行した2020年には、2019年コロナウイルス感染症対策として実施が予定されていた移動制限の実務担当者2人を殺害した男性に対して、事件発生から半年足らずで死刑を執行させた。なお、最高人民法院より、この男性は過去に暴行の罪で服役し、釈放から5年未満で犯行に及んだことにより死刑判決を下すきっかけにつながったことを発表している
イランは執行件数が第2位であると同時に、人口に対する死刑執行数が第1位であり、執行人数は少なくとも972人(イラン人権モニターの数値では993人)である。なお、日本（人口：約1億2380万人）では、2017年には4人、2018年には15人、2019年・2021年には3人、2022年には1人対して死刑が執行されており、1972年以降、稲葉修が法務大臣就任期間中の1975年・1976年、鳩山邦夫が法務大臣に就任していた2008年と2018年のオウム真理教事件加害者13人の執行を除けば、1桁台で推移している。
イランや他のイスラーム国家の場合は、イスラム教の戒律を名目として離教や同性愛や不倫にも死刑が適用される。またレイプ被害者の女性が強姦の事実を認めた後、イスラーム法で定められた4人の証人による立証をしそこなったため死刑になる事例も存在する。一方加害者は死刑ではなく鞭打ち刑で済むこともある。
死刑の方法に関しても、イスラーム法に依拠した投石や生き埋めなどの死刑方法は、他国から残虐であると非難されている。
これに対しイスラーム国家の擁護者からの反論として、不倫、同性愛は汚らわしい性的倒錯であり、死刑になって当然であるという意見、投石や生き埋めなどの刑罰は慈悲深く慈愛遍きアッラーフのお定めになった神法であるという意見、離教は真実の教えイスラームを受け入れた後そこから離れるという許されざる犯罪であるという意見などが出されている。（イランやサウジアラビアの場合は死刑以外の刑についても、窃盗常習犯には断手などの身体刑、障害の残る暴行においては手術によって同じ障害を与えるなどの徹底した応報主義に則っており、死刑以外の刑への非難も多い）。
ちなみにレイプ被害者が死刑にされた事例として、イランでは2004年8月14日に16歳の少女に死刑判決が下り翌朝執行された。この少女は13歳の頃に少年と2人きりでいたという理由で鞭打ち刑を受けた経験がある少女で、51歳の既婚の男性からレイプされたことを黙っていた罪で逮捕された。近隣住民からの不道徳であるという訴えに加え、裁判でレイプされたことを実証できず、更に着ていたベールを裁判中に投げた結果、死刑判決が下ることとなった。裁判では見た目から年齢を22歳ということにさせられ、また執行の際には家族に死刑執行することが伝えられなかった。一方、加害者の男性は95回の鞭打ち刑で済んだ。この内容を2006年になりBBCが伝えた。
第3位はサウジアラビアで少なくとも345人が執行されている。前年の172人と前年に比べて約2.0倍増加している。2015年以降、コロナウイルス感染症2019流行による社会的混乱とG20サミットの自国開催に伴う国際的批判を避けるために、開催期間中は死刑執行しなかった2020年と2021年を除き、100人以上執行されている。
サウジアラビアの死刑囚の大半は外国人労働者であり、麻薬の密売、売春、国王又はイスラム教（特にワッハーブ派）に対する冒涜といった人命を奪わない犯罪に対しても死刑が適用されている。また、メッカで働いていた家政婦が雇用主からの暴行に反撃して雇用主を刺殺した事件において、インドネシア人家政婦を斬首刑にしたことで、インドネシアとの間で外交問題に発展したこともある。
同じくイスラーム国家でイラクは2024年に少なくとも少なくとも63人に死刑が執行され、前年（16人）の約4倍近く急増し、主にテロ関連犯罪に対する執行行われている。
米国では2024年に25件の執行があった。1999年の執行件数は98件と100件近かったが、2000年以降は減少傾向にある。また、1977年から2023年までに全米で1,607人に死刑が執行され、約89%に当たる1,424人が薬殺刑によって執行されている。
薬殺刑以外では約89%が電気椅子であり年代別で見た場合、1980年代と1990年代で約88%を占めており、21世紀に入ってから電気椅子により執行されたのは14人であり、執行している州は2018年以降はテネシー州（死刑囚に執行手段の選択を与えているが、2015年5月に死刑で使う薬物を入手できない場合、電気椅子での処刑を優先させる州法が成立している。）のみとなっている。
死刑囚の人種については、2024年1月1日時点において、死刑囚の人種別では、42.02%が白人、14.08%はラテン系、41.04%%が黒人、1.02%がネイティブアメリカン、1.83%がアジア系であった。
多くの国では未成年者を処刑することを禁止しているが、犯行時18歳未満であった者を処刑した国が、1990年以降に8ヶ国存在した。このうち、米国は1990年から、連邦最高裁により違憲判決が出された2005年5月までの間に、犯行時に16歳だった者を含む19人を処刑し、世界一の執行数を記録した。また、2023年にはイランで少なくとも5人が、犯行時18才未満であった犯罪によって処刑された。最多であるイランでは1990年から2023年までの間に、18歳未満の少年121人への死刑執行が報告されているまた、イラン以外に、サウジアラビア・モルディブもこの要件に相当する死刑囚がいる可能性がある。

## 死刑制度の現状

### 死刑制度が存置し、かつ死刑の執行が行われている国の一覧
世界の国のなかには死刑制度を存置（刑事事件では適用されなくても戦時犯罪では適用される等）している国も少なくないが、ロシアや韓国のように死刑制度があり、死刑判決が言い渡されていても10年以上死刑執行が行われていなければ、事実上死刑制度停止国としてカウントされている場合もある。そのため下記の表は2019年以降に死刑の執行が行われた国の一覧である。
ただし、これらの数字は確認できる最小限の数字である。なお、いずれも公式な裁判によって死刑が確定し死刑の執行が行われたものであり、治安部隊が秘密裏に殺害した場合や秘密裁判による非公開の死刑執行が行われている可能性のある国は含まれていない。秘密警察などの拷問による死亡や、正規の刑事手続きによる裁判を行わずに、当局が即決で死刑にするような場合も存在すると言われている。
これは死刑の執行に関して秘密行刑主義を採っている国が多いためであり、中国、シンガポール、マレーシア、北朝鮮といったアジア諸国では公式発表は正確ではないといわれている。特に北朝鮮では密輸犯や密出国者、窃盗犯を裁判なしで即決で公開処刑しているとの報道もある。また、ミャンマー（ビルマ）では、2007年ミャンマー反政府デモでは多くの市民が犠牲になっており、日本人カメラマンの長井健司のように故意（ミャンマー当局は否定しているが）に兵士に狙撃されたほか、別の場所に連行された僧侶の遺体が川に浮かんでいたとの報道もあった。また、死刑廃止国であるフィリピンでは、国内の麻薬取締における極めて強硬的な政策に対する民衆の支持を背景に、ドゥテルテ政権時に「麻薬戦争」による超法規的手段により、数千人から数万人が犠牲になっている。また、シリアではアサド政権時にサイドナヤ刑務所において2011年から2015年までの間に約1万3,000人が裁判を経ずに死刑執行され、2018年から2021年の間に少なくとも拘束者500人が公平な裁判も無く死刑執行されたと推定されている。そのため下記の数値は最小のものであり、実際にははるかに多くの死刑執行が行われている可能性が高い。

#### 2024年
|      | 国             | 2024年の執行数（アムネスティ・インターナショナルによる調査） |
| ---- | -------------- | --- |
| 1位  | 中華人民共和国 | 1000人以上。2023年は少なくとも3,000人の死刑執行がされている。 2018年推定では、少なくとも2000人。 |
| 2位  | イラン         | 少なくとも972人（推定） 別の団体であるイラン人権モニターによれば少なくとも993人が2024年に執行されている。 |
| 3位  | サウジアラビア | 少なくとも345人（推定） |
| 4位  | イラク         | 少なくとも63人（推定） |
| 5位  | イエメン       | 少なくとも38人（推定） |
| 6位  | ソマリア       | 少なくとも34人（推定） |
| 7位  | アメリカ合衆国 | 25人 |
| 8位  | エジプト       | 13人 |
| 9位  | シンガポール   | 9人 |
| 10位 | クウェート     | 6人 |
| 11位 | オマーン       | 3人 |
| -位  | アフガニスタン | 未発表。少なくとも2024年に殺人罪で3人の男性が公開処刑されている。 そして、コーネル大法科大学院の死刑問題研究グループによれば、2022年に1人執行。 ターリバーンの再掌握前は、2018年に少なくとも3人執行していた。 |
| -位  | 北朝鮮         | 未発表。2013年は少なくとも推定82人が公開死刑執行されている。また、2008年には少なくとも推定161人が公開死刑執行されている。                                                                                     |
| -位  | シリア         | 未発表。2021年は、少なくとも24人（推定） |
| -位  | ベトナム       | 未発表。2018年の執行数は少なくとも推定85人であった。 |

注：パレスチナ は、2023年10月7日に開戦したレスチナ・イスラエル戦争により、集計できなかったため不明。2022年において5人の死刑執行されており、全てガザ地区（実質ハマースが統治）で行われた。

#### 2023年
|     | 国             | 2023年の執行数（アムネスティ・インターナショナルによる調査）                                                                                |
| --- | -------------- | --- |
| 1位 | 中華人民共和国 | 非公表。2023年は少なくとも3,000人の死刑執行がされている。 2018年推定では、少なくとも2000人。                                                |
| 2位 | イラン         | 少なくとも853人（推定） |
| 3位 | サウジアラビア | 172人 |
| 4位 | ソマリア       | 少なくとも38人（推定） |
| 5位 | アメリカ合衆国 | 24人 |
| 6位 | イラク         | 少なくとも16人（推定） |
| 7位 | イエメン       | 少なくとも15人（推定） |
| 8位 | エジプト       | 8人 |
| 9位 | バングラデシュ | 5人 |
| 9位 | クウェート     | 5人 |
| 9位 | シンガポール   | 5人 |
| -位 | アフガニスタン | 未発表。コーネル大法科大学院の死刑問題研究グループによれば、2022年に1人執行。 ターリバーンの再掌握前は、2018年に少なくとも3人執行していた。 |
| -位 | 北朝鮮         | 未発表。2013年は少なくとも推定82人が公開死刑執行されている。また、2008年には少なくとも推定161人が公開死刑執行されている。                   |
| -位 | パレスチナ     | 未発表。2022年において、死刑執行された5人は全てガザ地区（実質ハマースが統治）で行われた。                                                   |
| -位 | シリア         | 不明。2021年は、少なくとも24人（推定） |
| -位 | ベトナム       | 未発表。2018年の執行数は少なくとも推定85人であった。                                                                                        |

#### 2022年
|      | 国             | 2022年の執行数（アムネスティ・インターナショナルによる調査）                                                                        |
| ---- | -------------- | --- |
| 1位  | 中華人民共和国 | 非公表。2022年は約3,500人の死刑執行がされている。 2018年推定では、少なくとも2000人。                                                |
| 2位  | イラン         | 少なくとも576人（推定） |
| 3位  | サウジアラビア | 196人 |
| 4位  | エジプト       | 24人 |
| 5位  | アメリカ合衆国 | 18人 |
| 6位  | イラク         | 少なくとも11人（推定） |
| 7位  | シンガポール   | 11人 |
| 8位  | クウェート     | 7人 |
| 9位  | ソマリア       | 少なくとも6人（推定） |
| 10位 | 南スーダン     | 少なくとも5人（推定） |
| 11位 | パレスチナ     | 5人 |
| 12位 | イエメン       | 少なくとも4人（推定） |
| 13位 | バングラデシュ | 4人 |
| 13位 | ミャンマー     | 4人 |
| 15位 | ベラルーシ     | 1人 |
| 15位 | 日本           | 1人 |
| -位  | アフガニスタン | 未発表。コーネル大法科大学院の死刑問題研究グループによれば、1人執行。 ターリバーンの再掌握前は、2018年に少なくとも3人執行していた。 |
| -位  | 北朝鮮         | 未発表。2013年は少なくとも推定82人が公開死刑執行されている。 また、2008年には少なくとも推定161人が公開死刑執行されている。          |
| -位  | シリア         | 不明。2021年は、少なくとも24人（推定）                                                                                              |
| -位  | ベトナム       | 未発表。2018年の執行数は少なくとも推定85人であった。                                                                                |

#### 2021年
|      | 国               | 2021年の執行数 |
| ---- | ---------------- | --- |
| 1位  | 中華人民共和国   | 非公表。2021年は3,000人以上の死刑執行がされている。2018年推定では、少なくとも2000人。                                      |
| 2位  | イラン           | 少なくとも314人（推定） |
| 3位  | エジプト         | 少なくとも83人（推定） |
| 4位  | サウジアラビア   | 65人 |
| 5位  | シリア           | 少なくとも24人（推定） |
| 6位  | ソマリア         | 少なくとも21人（推定） |
| 7位  | イラク           | 少なくとも17人（推定） |
| 8位  | イエメン         | 少なくとも14人（推定） |
| 9位  | アメリカ合衆国   | 11人 |
| 10位 | 南スーダン       | 少なくとも9人（推定） |
| 11位 | バングラデシュ   | 5人 |
| 12位 | ボツワナ         | 3人 |
| 12位 | 日本             | 3人 |
| 14位 | ベラルーシ       | 少なくとも1人（推定） |
| 14位 | アラブ首長国連邦 | 少なくとも1人（推定） |
| -位  | 北朝鮮           | 未発表。2013年は少なくとも推定82人が公開死刑執行されている。 また、2008年には少なくとも推定161人が公開死刑執行されている。 |
| -位  | オマーン         | 不明。2020年は、少なくとも4人（推定）                                                                                      |
| -位  | ベトナム         | 未発表。2018年の執行数は少なくとも推定85人であった。                                                                       |

注
- シンガポール:新型コロナ感染症流行の影響により、裁判の遅れや司法手続きの停滞が生じた影響により、2020年・2021年は無しであったが、2022年4月27日に約2年5ヵ月ぶりに執行されることとなった[53][54]。
- アフガニスタン：表には記載されていないが、2021年9月26日には射殺した誘拐犯の遺体をクレーンで吊るし、見せしめのために街角にさらすといった行為を行っている[55]。
- ミャンマー：1990年に行われた死刑執行を最後に2022年7月22日まで死刑執行はなかったが、国民民主連盟議員と著名民主活動家の2人、ミャンマー軍の情報提供を疑い女性を殺害した男性2人の計4人が、軍事法廷で死刑判決が下され、2022年7月23日（推定）に執行されている（執行前日の22日には、親族とオンラインでの面会が行われていた。）[46][47][48]。
- スーダン：アムネスティ・インターナショナルの調べでは、スーダンは執行はなしとしているが、コーネル大法科大学院の死刑問題研究グループによれば、2018年に妹を殺害した39歳女性の絞首刑が執行されたため、この年は1人いることになっている[56]。

#### 2020年
下記の表は2020年に死刑の執行が行われた国の一覧である。なお、いずれも公式な裁判によって死刑が確定し死刑の執行が行われたものであり、治安部隊が秘密裏に故意に殺害した場合や秘密裁判による非公開の死刑執行が行われている可能性のある国は含まれていない。
|      | 国             | 2020年の執行数 |
| ---- | -------------- | --- |
| 1位  | 中華人民共和国 | 1000人以上。少なくとも2000人（2018年推定）                                                                                 |
| 2位  | イラン         | 少なくとも246人（推定） |
| 3位  | エジプト       | 少なくとも107人（推定） |
| 4位  | イラク         | 少なくとも45人（推定） |
| 5位  | サウジアラビア | 21人 |
| 6位  | アメリカ合衆国 | 17人 |
| 7位  | ソマリア       | 少なくとも11人（推定） |
| 8位  | イエメン       | 少なくとも5人（推定） |
| 9位  | インド         | 4人 |
| 10位 | オマーン       | 少なくとも4人（推定） |
| 11位 | ボツワナ       | 3人 |
| 12位 | 南スーダン     | 少なくとも2人（推定） |
| 12位 | バングラデシュ | 2人 |
| 14位 | 台湾           | 1人 |
| 14位 | カタール       | 1人 |
| -位  | 北朝鮮         | 未発表。2013年は少なくとも推定82人が公開死刑執行されている。 また、2008年には少なくとも推定161人が公開死刑執行されている。 |
| -位  | シリア         | 未発表 |
| -位  | ベトナム       | 未発表。2018年の執行数は少なくとも推定85人であった。                                                                       |

新型コロナ感染症流行の影響により、裁判の遅れや司法手続きの停滞が生じていた。また、その影響により シンガポールと 日本は無しであった。ヨーロッパ唯一の死刑存置国である ベラルーシは、2020年8月に行われたベラルーシ大統領選挙の不正に対する抗議活動等の混乱により執行は無かった。

#### 2019年
下記の表は2019年に死刑の執行が行われた国の一覧である。なお、いずれも公式な裁判によって死刑が確定し死刑の執行が行われたものであり、治安部隊が秘密裏に故意に殺害した場合や秘密裁判による非公開の死刑執行が行われている可能性のある国は含まれていない。
|      | 国             | 2019年の執行数 |
| ---- | -------------- | --- |
| 1位  | 中華人民共和国 | 未発表。少なくとも2000人（2018年推定）                                                                                     |
| 2位  | イラン         | 少なくとも251人（推定） |
| 3位  | サウジアラビア | 184人 |
| 4位  | イラク         | 少なくとも100人（推定） |
| 5位  | エジプト       | 少なくとも32人（推定） |
| 6位  | アメリカ合衆国 | 22人 |
| 7位  | パキスタン     | 少なくとも14人（推定） |
| 8位  | ソマリア       | 13人 |
| 9位  | 南スーダン     | 少なくとも11人（推定） |
| 10位 | イエメン       | 少なくとも4人（推定） |
| 11位 | シンガポール   | 4人（推定） |
| 12位 | バーレーン     | 3人 |
| 13位 | 日本           | 3人 |
| 14位 | バングラデシュ | 3人 |
| 15位 | ベラルーシ     | 少なくとも2人（推定） |
| 16位 | ボツワナ       | 1人 |
| 17位 | スーダン       | 1人 |
| -位  | 北朝鮮         | 未発表。2013年は少なくとも推定82人が公開死刑執行されている。 また、2008年には少なくとも推定161人が公開死刑執行されている。 |
| -位  | シリア         | 未発表 |
| -位  | ベトナム       | 未発表。執行数は、前年に近いと推測されている。 2018年の執行数は少なくとも推定85人であった。                                |

#### 死刑執行の現状
上記の表から、中国の死刑執行が際立って多いが、イスラム法による厳罰主義を採っているアラブ諸国も多い。なお、アムネスティ・インターナショナルによれば、中国は2020年に1000人以上が死刑執行されていると推測している。しかしながら中国は政府に都合の悪い情報公開を行わない国であり、死刑に関する統計は内政問題であるとして国際社会に充分に開示していない。そのため、中国の死刑執行推定数はアメリカのある人権団体「中米対話基金」によれば、減少傾向にあるものの2018年は2,000人が死刑執行されているとの推計を出し、2004年までは1万人以上の死刑執行がされていた。そのため、2023年まで人口が世界最大だったとはいえ処刑が多く欧州諸国から人権侵害との国際的非難を受けている。同様に麻薬所持で死刑が執行される厳罰主義のシンガポールも非難を受けている。
また、日本は先進国ではアメリカについて多いが、州知事が死刑執行命令書を出すアメリカと違い、法務大臣が死刑執行命令を出している為、政府が積極的に死刑制度推進を進めているといえるため、前述のように欧州諸国から「日本の人権問題」として中国と同様に非難を浴びる場合もある。

#### 19世紀ごろのヨーロッパ諸国（イギリスは別途、18世紀後半も含めた期間のデータ）及び日米の死刑宣告数（日米除く）及び死刑執行数
（参考）19世紀のヨーロッパ諸国（イギリスは別途、18世紀後半も含めた期間のデータ）及び日米の死刑宣告数（日米除く）及び死刑執行数
| 国名           | 期間            | 全体           | 全体           | 1年平均        | 1年平均        | 執行率 (%) | 死刑廃止年 | 最後の 死刑執行年       |
| 国名           | 期間            | 死刑宣告数(人) | 死刑執行数(人) | 死刑宣告数(人) | 死刑執行数(人) | 執行率 (%) | 死刑廃止年 | 最後の 死刑執行年       |
| -------------- | --------------- | -------------- | -------------- | -------------- | -------------- | ---------- | ---------- | ----------------------- |
| イギリス       | 1847年 - 1860年 | 787            | 141            | 56.2           | 10.1           | 17.9       | 1998年     | 1964年 （イングランド） |
| イギリス       | 1865年 - 1867年 | 73             | 29             | 24.3           | 9.7            | 39.7       | 1998年     | 1964年 （イングランド） |
| フランス       | 1861年 - 1865年 | 108            | 72             | 21.6           | 14.4           | 66.7       | 1981年     | 1977年                  |
| ベルギー       | 1832年 - 1855年 | 613            | 47             | 18.0           | 1.4            | 7.7        | 1996年     | 1950年                  |
| ポーランド     | 1849年 - 1862年 | 327            | 65             | 23.4           | 4.6            | 19.9       | 1997年     | 1988年                  |
| オーストリア   | 1860年 - 1863年 | 103            | 12             | 25.8           | 3.0            | 11.7       | 1968年     | 1950年                  |
| スウェーデン   | 1857年 - 1860年 | 325            | 29             | 81.3           | 7.3            | 8.9        | 1972年     | 1910年                  |
| プロイセン     | 1818年 - 1865年 | 1372           | 449            | 28.6           | 9.4            | 32.7       | 1987年     | 1981年                  |
| (参考)         |                 |                |                |                |                |            |            |                         |
| 日本           | 1872年          | -              | -              | -              | 1,128          | -          | -          | -                       |
| 日本           | 1897年          | -              | -              | -              | 21             | -          | -          | -                       |
| 日本           | 1890年 - 1899年 | -              | 468            | -              | 50.7           | -          | -          | -                       |
| アメリカ合衆国 | 1825年 - 1849年 | -              | 894            | -              | 35.8           | -          | -          | -                       |
| アメリカ合衆国 | 1850年 - 1874年 | -              | 1,364          | -              | 54.6           | -          | -          | -                       |
| アメリカ合衆国 | 1875年 - 1899年 | -              | 2,521          | -              | 100.8          | -          | -          | -                       |
| イギリス ·     | 1770年 - 1830年 | 35,000         | 7,000          | 573.8          | 114.8          | 20.0       | 1998年     | 1964年 （イングランド） |

- ヨーロッパ諸国の死刑宣告数及び死刑執行数は、1876年（明治9年）10月13日に行われた元老院会議の改定律例249條1項改正ノ件（號外第16號意見書）第3議会における細川潤次郎の発言による[61]。
- プロイセンの死刑廃止年と最後の死刑執行年は、どちらも東ドイツである。
- 1770年から1830年の間に行われたイギリスの死刑宣告数及び死刑執行数は、「死刑の在り方についての勉強会」 の添付資料による[62]。
- 日本の死刑執行数は、明治6年政表[63]と日本政表第2号[64]及び昭和43年版白書[65]で記録の有る1872年（明治5年）〜1900年（明治33年）の中で、最多年（1872年[明治5年]）と最少年（1897年［明治30年]）及び1890年代の累計死刑執行数と1年平均死刑執行数を掲載している。
但し最多年の死刑執行数は、鞠山騒動によりこの年の4月3日に敦賀県の裁判で自裁が下され自裁した4人[66]と加賀本多家旧臣の敵討ち（明治の忠臣蔵と言われている。本多政均暗殺事件に関わった人物らを加賀本多家旧臣ら15人により殺される。また、1873年（明治6年）2月7日布達の太政官第37号「復讐禁止令」が出される以前の最後の仇討ちである。）により、この年の11月4日に石川県刑獄寮の裁判で自裁が下され自裁した旧臣12人、キリスト教信仰を理由に11月25日の京都で秘密裏に獄内で死刑執行された市川栄之助（公式発表では獄死）がいるが、それら17人の死刑執行は含まれていない[67]。
- アメリカはNPO団体『死刑情報センター(Death Penalty Information Center)』の「EXECUTIONS OVERVIEW　Executions in the U.S. 1608-2002: The Espy File」[68]の1825年から1899年までの間のデータである。

### 死刑制度を全面的に廃止した国の一覧
下記の表であるが、法律上死刑を廃止した年と、戦時を除く通常犯罪に対する廃止年である。また参考に最後に死刑執行が行われた年も判明している場合記載している。これから判るように長期の死刑執行猶予期間を経て死刑が廃止される国も少なくない。実際に「ギネスブック」に「1798年に世界で最初に死刑を廃止した国家」として掲載されているリヒテンシュタイン公国の実際の死刑制度廃止年は1987年（最後の死刑執行が行われた年は1785年）の事であり、それまで2世紀にわたり事実上死刑存置国であった。また平時で死刑が廃止されていても、戦時では死刑が執り行われる場合もある。
| 国名                             | 全面死刑廃止年                          | 通常犯罪のみ廃止年       | 最後の死刑執行年 |
| -------------------------------- | --------------------------------------- | ------------------------ | --- |
| アルバニア                       | 2007年                                  | 2000年                   | |
| アルメニア                       | 2003年                                  | -                        | - |
| アンドラ公国                     | 1990年                                  | -                        | 1943年 |
| アンゴラ                         | 1992年                                  | -                        | 1977年（ニト・アルヴェス） |
| オーストラリア                   | 1985年                                  | 1984年                   | 1967年 |
| オーストリア                     | 1968年                                  | 1950年                   | 1950年 |
| アゼルバイジャン                 | 1998年                                  | -                        | 1993年 |
| ベナン                           | 2016年                                  | -                        | - |
| ベルギー                         | 1996年                                  | -                        | 1950年（ナチス強制収容所所長） |
| ボスニア・ヘルツェゴビナ         | 2001年                                  | -                        | |
| ブータン王国                     | 2004年                                  | -                        | 1964年 |
| ボリビア                         | 2009年                                  | 1997年                   | - |
| ブルガリア共和国                 | 1998年                                  | -                        | 1989年 |
| ブルンジ                         | 2009年                                  | -                        | 1997年 |
| チャド                           | 2020年                                  | -                        | 2015年（ボコハラム戦闘員10人） |
| カンボジア王国                   | 1989年                                  | -                        | ？ |
| カナダ                           | 1998年                                  | 1976年                   | 1962年（アーサー・ルーカスとロバート・ターピン）                                                                                         |
| 中央アフリカ共和国               | 2022年                                  | -                        | 1981年 |
| キプロス                         | 2002年                                  | 1983年                   | 1962年 |
| キルギスタン                     | 2007年                                  | -                        | 独立以来執行例無 |
| カボベルデ                       | 1981年                                  | -                        | 1835年 |
| コロンビア                       | 1910年                                  | -                        | 1909年 |
| クック諸島                       | 2007年                                  | -                        | 自治以来執行例無 |
| コンゴ共和国                     | 2015年                                  | -                        | - |
| コスタリカ                       | 1877年                                  | -                        | - |
| コートジボワール                 | 2000年                                  | -                        | - |
| クロアチア                       | 1990年                                  | -                        | - |
| チェコ共和国                     | 1990年                                  | -                        | - |
| デンマーク王国                   | 1978年                                  | 1933年                   | 1950年 |
| ジブチ                           | 1995年                                  | -                        | 建国以来執行無 |
| ドミニカ共和国                   | 1966年                                  | -                        | - |
| 東ティモール                     | 1999年                                  | -                        | - |
| エクアドル                       | 1906年                                  | -                        | - |
| エストニア                       | 1999年                                  | -                        | 1991年 |
| フィジー                         | 2015年                                  | 2002年                   | 1964年 |
| フィンランド                     | 1972年                                  | 1949年                   | 1941年（戦時） 1825年（平時） |
| フィリピン                       | 2006年                                  | -                        | 2000年（自分の娘へ度重なる性的虐待をし、殺害）                                                                                           |
| フランス                         | 1981年                                  | -                        | 1977年（ハミダ・ジャンドゥビ） |
| ガボン                           | 2010年                                  | -                        | 1981年 |
| ギリシア                         | 2004年                                  | -                        | - |
| グルジア                         | 1997年                                  | -                        | 1994年 |
| ドイツ連邦共和国                 | 1987年（旧東ドイツ） 1950年（西ドイツ） | -                        | 1949年（西ドイツ、強盗殺人犯） 1981年（東ドイツ、西ドイツに亡命を企てた元シュタージ局員）                                                |
| ギニアビサウ                     | 1993年                                  | -                        | 1986年 |
| ギニア                           | 2017年                                  | 2016年                   | 2001年 |
| ハイチ                           | 1987年                                  | -                        | 1972年 |
| ホンジュラス                     | 1956年                                  | -                        | 1940年 |
| ハンガリー                       | 1990年                                  | -                        | 1988年 |
| アイスランド                     | 1928年                                  | -                        | 1830年 |
| アイルランド                     | 1990年                                  | -                        | 1954年 |
| イタリア                         | 1994年                                  | 1947年                   | 1947年 |
| カザフスタン                     | 2022年                                  | 2003年                   | 2003年 |
| キリバス                         | 1979年                                  | -                        | |
| ラトビア                         | 2012年                                  | 1999年                   | |
| リベリア                         | 2005年                                  | -                        | - |
| リヒテンシュタイン公国           | 1987年                                  | -                        | 1785年 |
| リトアニア                       | 1998年                                  | -                        | 1995年 |
| ルクセンブルク大公国             | 1979年                                  | -                        | 1949年 |
| マダガスカル                     | 2015年                                  | -                        | - |
| マラウイ                         | 2021年                                  | -                        | 1994年 |
| マケドニア共和国                 | 1991年                                  | -                        | |
| メキシコ                         | 2005年                                  | -                        | 1937年 |
| マルタ                           | 2000年                                  | 1971年                   | 1943年 |
| マーシャル諸島                   | 1991年                                  | -                        | 独立以来執行例無 |
| ミクロネシア連邦                 | 1991年                                  | -                        | 独立以来執行例無 |
| モルドバ共和国                   | 1995年                                  | -                        | - |
| モナコ公国                       | 1962年                                  | -                        | 1847年 |
| モンゴル                         | 2017年                                  | -                        | 2008年 |
| モンテネグロ                     | 2002年                                  | -                        | - |
| モザンビーク                     | 1990年                                  | -                        | 1986年 |
| ナミビア                         | 1990年                                  | -                        | 1988年 |
| ナウル                           | 2016年                                  | -                        | 独立以来執行例無 |
| ネパール                         | 1997年                                  | 1990年                   | 1979年 |
| オランダ                         | 1982年                                  | 1870年                   | 1952年 |
| ニュージーランド                 | 1989年                                  | 1961年                   | 1957年 |
| ニカラグア                       | 1979年                                  | -                        | 1930年 |
| ニウエ（ニュージーランド保護領） | 2004年                                  | -                        | - |
| ノルウェー                       | 1979年                                  | 1905年                   | 1948年（国家反逆罪により 死刑執行された元宗教及び教育大臣）                                                                              |
| ベラウ共和国                     | 1986年                                  | -                        | 独立以来執行例無 |
| パナマ                           | 1903年                                  | -                        | 1903年 |
| パプアニューギニア               | 2022年                                  | -                        | 独立以来執行例無 （独立前を含めた場合1954年）                                                                                            |
| パラグアイ                       | 1992年                                  | -                        | 1928年 |
| ポーランド                       | 1997年                                  | -                        | 1988年 |
| ポルトガル                       | 1976年                                  | 1867年                   | 1849年 |
| ルーマニア                       | 1989年                                  | -                        | 1989年（被死刑囚は大統領夫妻） |
| ルワンダ                         | 2007年                                  | -                        | 1998年（民族大虐殺罪による22人の執行）                                                                                                   |
| サンマリノ共和国                 | 1865年                                  | 1848年                   | 1468年（？） |
| サントメプリンシペ               | 1990年                                  | -                        | - |
| セルビア                         | 2002年                                  | -                        | - |
| セーシェル                       | 1993年                                  | -                        | - |
| セネガル                         | 2004年                                  | -                        | - |
| シエラレオネ                     | 2022年                                  | -                        | 1998年（ジョニー・ポール・コロマ少佐により起こしたクーデターによる24人のシエラレオネ軍人を首都フリータウン西部郊外の採石場で公開銃殺刑） |
| スリナム                         | 2015年                                  | -                        | - |
| トーゴ                           | 2009年                                  | -                        | 1978年 |
| トルコ                           | 2004年                                  | -                        | 1984年 |
| トルクメニスタン                 | 1999年                                  | -                        | - |
| モーリシャス                     | 1995年                                  | -                        | 1987年 |
| ルワンダ                         | 2007年                                  | -                        | |
| スロバキア共和国                 | 1990年                                  | -                        | - |
| スロベニア                       | 1989年                                  | -                        | - |
| サモア                           | 2004年                                  | -                        | - |
| ソロモン諸島                     | 1981年                                  | 1966年                   | - |
| 南アフリカ共和国                 | 1997年                                  | 1995年                   | 1991年 |
| スペイン                         | 1995年                                  | 1978年                   | 1975年 |
| スウェーデン                     | 1972年                                  | 1921年                   | 1910年 |
| スイス                           | 1992年                                  | 1942年                   | 1944年（戦時） |
| ツバル                           | 1981年                                  | -                        | 独立以来執行例無 |
| ウクライナ                       | 1999年                                  | -                        | - |
| イギリス                         | 1998年                                  | 1973年（北アイルランド） | 1964年（イングランド） |
| ウルグアイ                       | 1907年                                  | -                        | - |
| ウズベキスタン                   | 2008年                                  | 2005年                   | - |
| バヌアツ                         | 1981年                                  | -                        | 独立以来執行例無 |
| バチカン市国                     | 1969年                                  | -                        | - |
| ベネズエラ                       | 1863年                                  | -                        | |
| ザンビア                         | 2023年                                  | 2022年                   | 1997年 |

出典：亀井静香『死刑廃止論」花伝社 2002年とアムネスティ・インターナショナルの「死刑廃⽌の歩み（1976年以降）」（2003年〜2024年）による2024年12月31日までのデータ。2025年1月1日以降に廃止国が現れた場合は追加の上、更新して改変。
中華人民共和国のうち香港とマカオは死刑を廃止している。
アメリカ合衆国のうち23州とコロンビア特別区、海外領土は死刑を廃止している（2021年4月時点）。
ロシアや韓国など死刑制度凍結国は除く。